# Alfonso Zarauza
Alfonso Zarauza, né en 1973 à Saint-Jacques-de-Compostelle, est un réalisateur espagnol.

## Filmographie
- 2014 : Aces (Os Fenómenos)
- 2008 : La noche que dejó de llover
- 2020 : Ons
- 2021 : Malencolía